# Hišni ljubljenčki Vladimirja Putina
Sedanji predsednik Rusije Vladimir Putin ima v lasti štiri pse, ki živijo v njegovi rezidenci v Moskvi. 

## Psi

### Paša (2019– )
Paša (Паша) je mladiček Šarplaninec, ki ga je Putinu med uradnim obiskom januarja 2019 podaril predsednik Srbije Aleksandar Vučić.

### Verni (2017– )
Verni je bil rojstnodnevno darilo predsednika Turkmenistana Gurbangulyja Berdimuhamedowa na srečanju v Sočiju oktobra 2017. Mladič je Alabai, vrhunska turkmenska sorta pastirskega psa iz Srednje Azije. "Verni" v ruščini pomeni "zvest" ali "lojalen".

### Yume (2012– )
Yume, 3-mesečna psička Akita, je julija 2012 prispela v Moskvo iz Tokia na Japonskem kot darilo prefekture Akita v zahvalo za pomoč Rusije po potresu in cunamiju leta 2011 v Thoku. "Yume", v japonščini pomeni "sanje".
Leta 2016 je japonska vlada Putinu ponudila moškega mladička Akita kot spremljevalca za Yume, vendar je bilo to darilo zavrnjeno.

### Buffy (2010– )
Buffy, karamelno-belega bolgarskega, 10-tedenskega pastirskega psa Karakačana, je predsedniku Vladimirju Putinu ob obisku Bolgarije novembra 2010, podaril bolgarski premier Bojko Borisov. Ime 'Buffy' je med državnim tekmovanjem izbral petletni deček.

### Konni (1999–2014)
Konni (1999–2014) je bila črna labradorka. Skotila se je leta 1999, decembra 2000 pa je bila dana Putinu. Konni so pogosto videli ob strani predsednika, včasih ji je bilo dovoljeno, da se je udeležila srečanj, ko je Putin med obiskom Rusije pozdravil svetovne voditelje.
Putin je bil leta 2007 obveščen o napredku ruskega globalnega navigacijskega satelitskega sistema GLONASS, ko se je vprašal, ali bo lahko kupil napravo, priključeno na GLONASS, ki mu bo omogočila sledenje njegovi psički Konni. Ovratnica je bila na Konni nastavljena 17. oktobra 2008, s čimer je postala prva nosilka ovratnice za hišne ljubljenčke, ki podpira GLONASS.